# Furcșoara, Hunedoara
Furcșoara este un sat în comuna Brănișca din județul Hunedoara, Transilvania, România.

## Vezi și

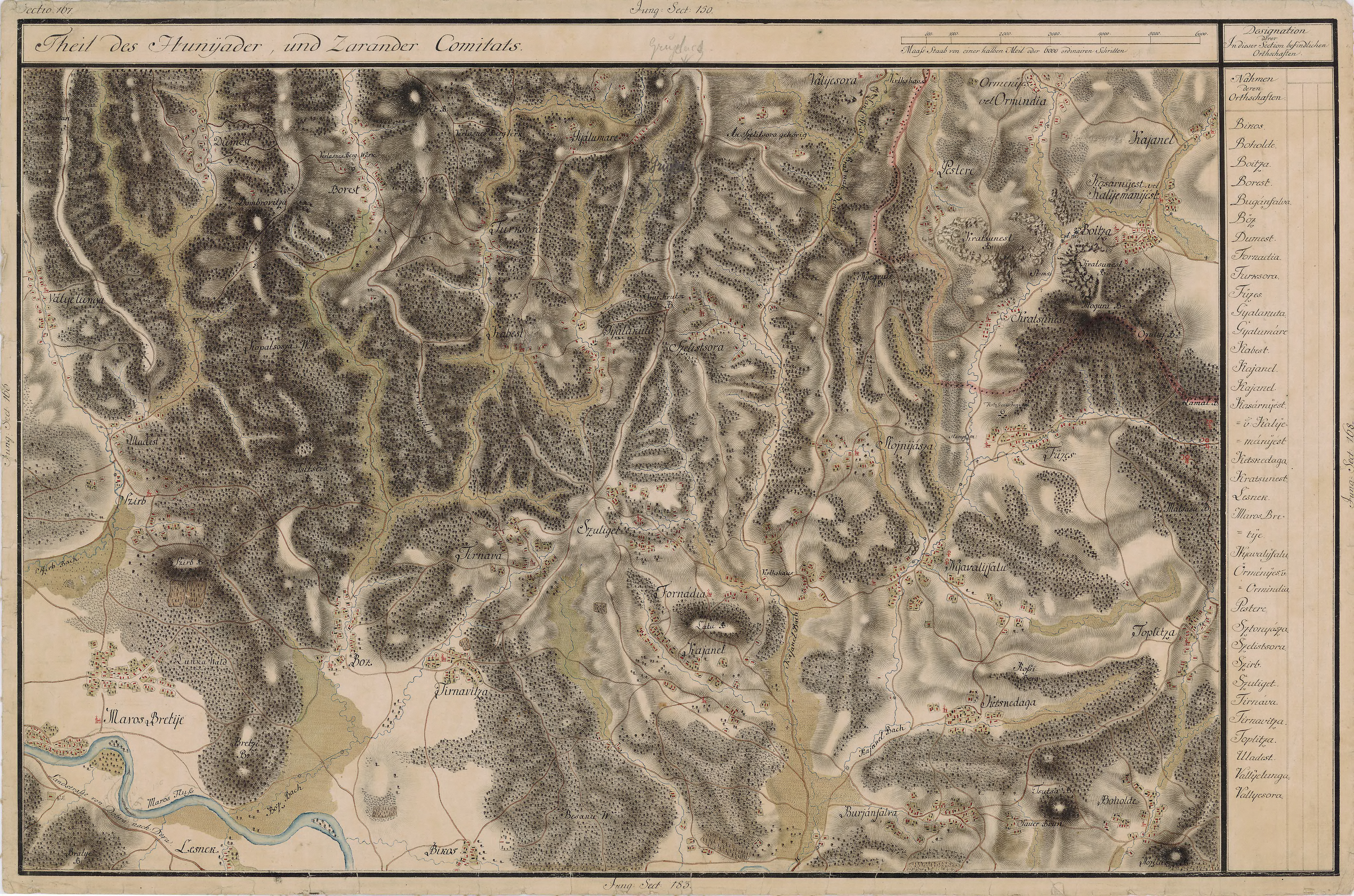
Furcșoara în Harta Iosefină a Transilvaniei, 1769-1773